# Nižná Hutka
Nižná Hutka (in ungherese Alsóhutka) è un comune della Slovacchia facente parte del distretto di Košice-okolie, nella regione di Košice.